# NGC 5822
NGC 5822 هي مجرة تتبع كوكبة السبع. اكتشفها جون هيرشل في 3 يوليو 1836.

## روابط خارجية
- NGC 5822 على موقع ويكي سكاي: DSS2, SDSS, GALEX, IRAS, Hydrogen α, X-Ray, Astrophoto, Sky Map, Articles and images